# 林肯 (新罕布什爾州)
林肯（英語：Lincoln）是一個位於美國新罕布什爾州格拉夫頓縣的鎮。

## 人口
根據2020年美國人口普查的數據，林肯的面積為339.30平方千米，當中陸地面積為337.90平方千米，而水域面積為1.40平方千米。當地共有人口1631人，而人口密度為每平方千米5人。